# 空集合の公理
空集合の公理 (くうしゅうごうのこうり、英: axiom of empty set) は、ツェルメロ＝フレンケル集合論やKP集合論の公理の一つで、「いかなる要素も含まない集合が存在する」ことを主張するものである。ただし、この公理を採用しないZF公理系の定式化も存在する。

## 定義
「ある集合 x が存在して、任意の y に対し、y は x の要素でない。」
すなわち、
{\displaystyle \exists x\,\forall y\,\lnot (y\in x)}

## 性質
外延性の公理により、公理で主張される集合は一意に存在することがわかる。その集合を「空集合」と呼び、通常は { } や ∅ の記号で表す。空集合を表す定数記号を予め用意してZFを記述することもある。その場合、無限公理に現れる ∅ は単に何らかの集合を表す記号であり、空集合の公理によってはじめてそれが空であることが保証される。
この公理の主張自体は明白なものと考えられているが、一階述語論理と置換公理から導くことが可能なため、公理には加えないこともある。